# Wacław Chojna

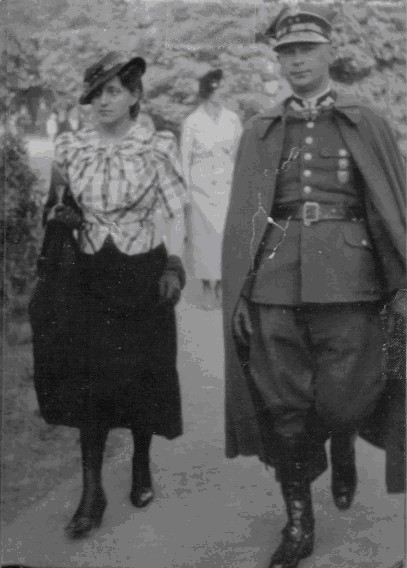
Wacław Chojna z żoną Marią. Solanki 1936

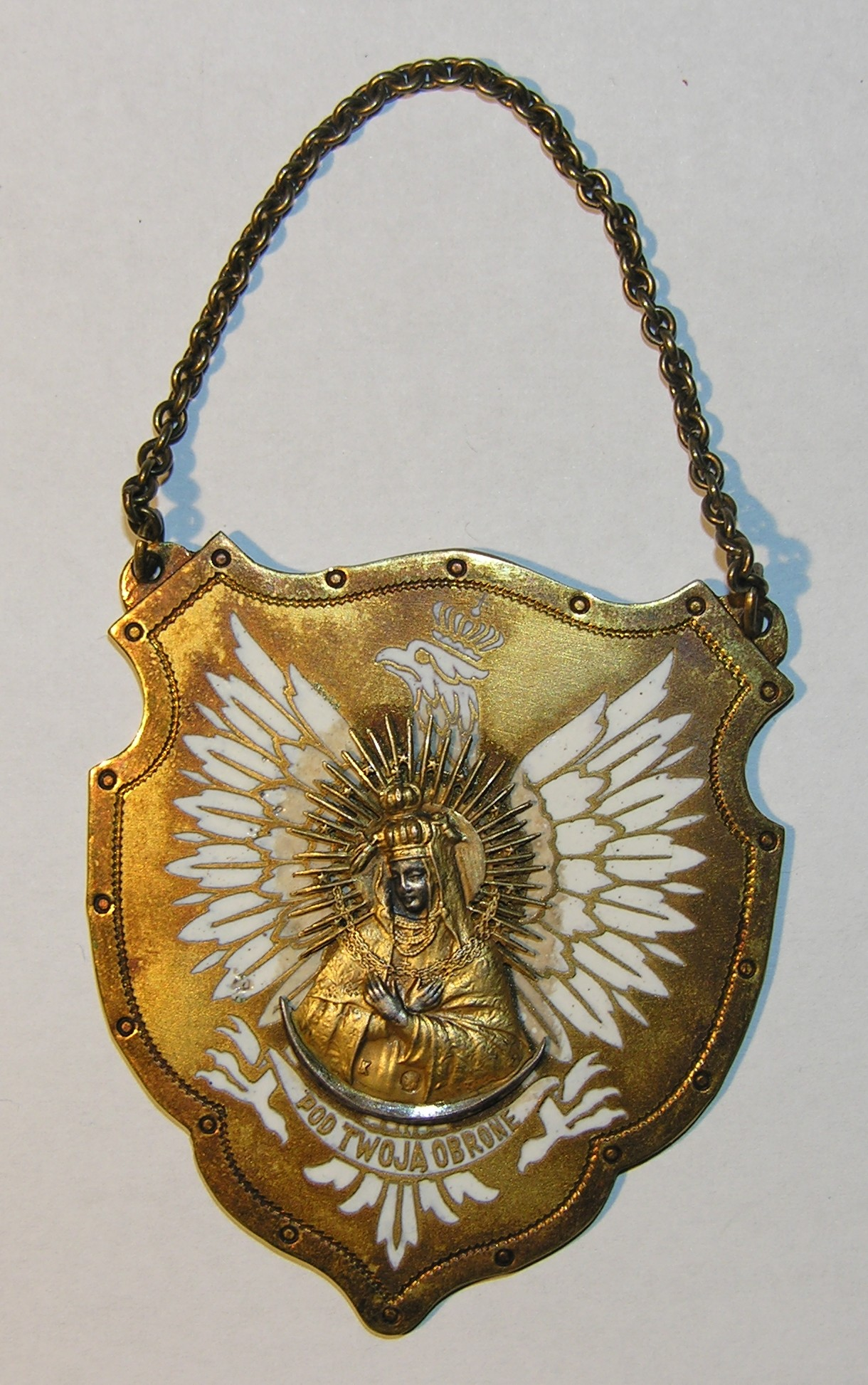
awers: Medal pamiątkowy otrzymany w dniu imienin Wacława od członków I Oddziału Kedywu (tzw. 'Magistratu')

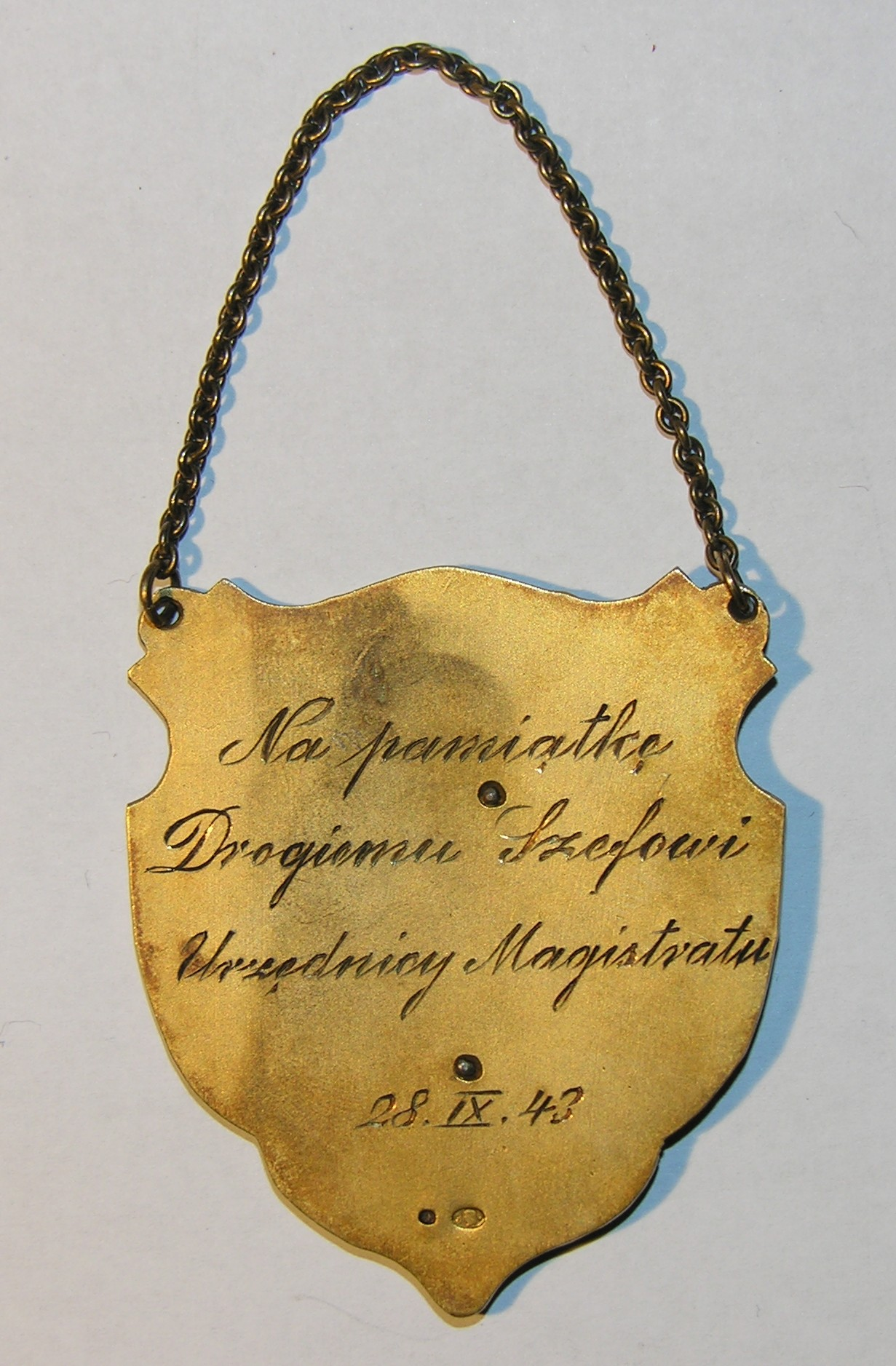
rewers: medal pamiątkowy, 'Na pamiątkę Drogiemu Szefowi Urzędnicy Magistratu 28.IX.43'

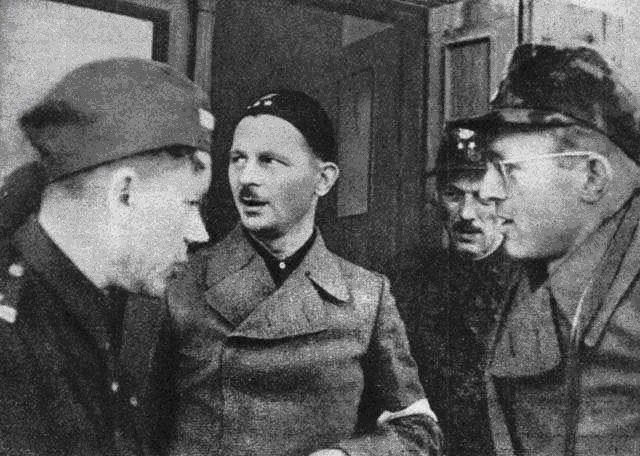
Wacław Chojna – środek, ppłk Jan Mazurkiewicz po lewej, por. Stanisław Wierzyński z prawej, wrzesień 1944

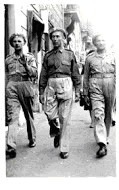
Wacław Chojna z żołnierzami II Korpusu Polskiego, Włochy 1945

Wacław Chojna ps. „Majewski”, „Młotek”, „Świerczyński”, „Świerk”, „Horodyński” (ur. 22 lipca?/4 sierpnia 1907 w Zasławiu, zm. 2 grudnia 1976 w Warszawie) – major artylerii Wojska Polskiego, żołnierz Kedywu.

## Życiorys
Syn Heleny Jakubowicz oraz Cezarego Chojny. Uczył się w Państwowym Gimnazjum im. Marii Konopnickiej w Ostrogu, a od piątej klasy w Państwowym Gimnazjum im. Adama Mickiewicza w Zdołbunowie, gdzie w 1927 r. otrzymał świadectwo dojrzałości.
30 czerwca 1928 r. ukończył Kurs Szkoły Podchorążych w Oficerskiej Szkole Piechoty w Ostrowi Mazowieckiej z 53. lokatą i „z postępem zupełnie dobrym” i został zakwalifikowany do Oficerskiej Szkoły Artylerii w Toruniu, która 9 sierpnia 1928 r. została przemianowana na Szkołę Podchorążych w Artylerii.
15 sierpnia 1930 został mianował podporucznikiem ze starszeństwem z dniem 15 sierpnia 1930 i 74. lokatą w korpusie oficerów artylerii, a Minister Spraw Wojskowych wcielił do 4 Kujawskiego pułku artylerii lekkiej w Inowrocławiu. 22 lutego 1934 został awansowany na porucznika ze starszeństwem z dniem 1 stycznia 1934 i 18. lokatą w korpusie oficerów artylerii.
Był pasjonatem sportu; uprawiał szermierkę, woltyżerkę, skoki konne przez przeszkody, narciarstwo, łyżwiarstwo, loty szybowcem, łowiectwo.
W kampanii wrześniowej dowodził 2 baterią 4 pułku artylerii lekkiej, był zastępca dowódcy i p.o. dowódcy I dywizjonu 4 pal. Walczył w bitwie nad Bzurą.
Po klęsce wrześniowej dwukrotnie próbował uciec z niemieckiej niewoli. Po raz pierwszy zbiegł z transportu do oflagu w Kutnie, po czym ukrył się na wsi, jednak został wydany Niemcom przez gospodynię domostwa, w którym znalazł tymczasowe schronienie, i następnie aresztowany. Symulując chorobę, trafił do szpitala dla jeńców, z którego został wypisany z fałszywym rozpoznaniem gruźlicy dzięki pomocy niemieckiego lekarza. Wrócił do Inowrocławia, gdzie, nie ujawniając się, pracował fizycznie jako robotnik w fabryce sody w Mątwach. Ostrzeżony, że interesuje się nim Gestapo, wyjechał do Warszawy.
W konspiracji od grudnia 1939 w Warszawie, do której został wciągnięty przez Stanisława Colonna-Walewskiego, męża ciotecznej siostry (byłego dyrektora fabryki wódek Haberbusch i Schiele w Warszawie, członka ZWZ, więźnia Pawiaka i Oświęcimia). W styczniu 1940 został członkiem Związku Czynu Zbrojnego w Warszawie.  W marcu 1940 przystąpił do Polskiej Organizacji Zbrojnej. Początkowo został szefem Oddziału II Sztabu Komendy Okręgu Warszawa-Miasto, był  odpowiedzialny za wywiad i kontrwywiad. Przed utworzeniem Okręgu działały w Warszawie luźne, niepowiązane grupy konspiracyjne, pod wspólną komendą i zorganizowane przez kadrę oficerską i podoficerską zgrupowania w Wydziale Wojskowym „Racławic”, POZ i WOW-ZNAK. W połowie 1940 w skład POZ weszły oddziały organizowane w Warszawie z oddziałów ZCZ.
W grudniu 1941 został mianowany komendantem powiatu warszawskiego Polskiej Organizacji Zbrojnej. POZ została scalona z AK dopiero w sierpniu 1942, ale on sam już od kwietnia 1941 należał jednocześnie do ZWZ-AK (zaprzysiężony w tym miesiącu przez kpt. Wacława Janaszka ps. „Bolek”), współpracując m.in. z Wydziałem Artylerii KG AK w zakresie szkolenia i wydawnictw. Przeszedł także dwuletni kurs dywizyjny dowódców dyonu przy 34. W myśl umowy scaleniowej podlegający mu powiat warszawski POZ przekazał 31 października 1942 do AK, będąc odpowiedzialnym za 7 placówek: Radość, Pruszków, Włochy, Ożarów, Rembertów, Legionowo oraz Piastów. Przeszkolił stworzony przez siebie dywizjon artylerii w Legionowie.
11 listopada 1942 został awansowany na kapitana, a 3 października 1944 na stopień majora.
Na temat ww. działalności w POZ Stanisław Pietras napisał:

Wacław Chojna obejmując komendę miał niewątpliwie trudne zadanie, zarówno ze względu na zdekompletowane kadry, jak też przez pewne zakłócenia w łączności organizacyjnej, spowodowane wcześniejszymi aresztowaniami. Wykonał je z powodzeniem, na co wskazuje treść wniosku o odznaczenie go Złotym Krzyżem Zasługi z Mieczami, wystawionego przez komendanta okręgu w 1943 r. a podpisanego 5 maja 1944 przez mjr. Janaszka. Z kolei w Archiwum Konspiracyjnym mjr. Janaszka czytamy: W trudnych warunkach, mając do dyspozycji znikome środki materialne, dzięki energii oraz zapałowi do pracy oddał b. duże zasługi dla pracy organizacyjno-konspiracyjnej, zwłaszcza na stanowisku komendanta powiatu Warszawa. Uporządkował istniejące w poszczególnych miejscowościach oddziały, przeprowadzając (inspekcyjnie) selekcję elementu, który przedstawiał faktyczną wartość dla naszej pracy. Przekazał do PZP [kryptonim AK] teren kompletnie uporządkowany. Równocześnie z tym, wszystkie wolne chwile poświęcał w sformowanym przez siebie dywizjonie artylerii na terenie Legionowa, współpracując stale na polu wydawniczo-szkoleniowym z wydziałem artyleryjskim

.
Jako jeden z pierwszych członków POZ przeszedł do Kedywu Komendy Głównej AK i został szefem I Oddziału Organizacyjnego „Magistrat” „Gromada”. (Kedyw 81, Szef I), który był jego komórką legislacyjną i składał się z dwóch działów. Dział Organizacyjno-Personalny kierowany był osobiście przez W. Chojnę, szefa Oddziału. W zakres jego pracy wchodziły wszelkie sprawy organizacyjne i personalne Kedywu. Działem Legalizacji (w 1 Oddziale) kierował od czerwca 1943 jego zastępca ppor./por. Stanisław Wierzyński ‘Klara’ odpowiedzialny za zapewnienie dokumentów do bieżących prac Kedywu. Wacław Chojna, w porozumieniu z płk. Janaszkiem, był też odpowiedzialny za Archiwum KG AK. W przechowywaniu akt pomagała mu m.in. łączniczka „Hesia” – Janina Stępniewska, która następnie była jego główną łączniczka w powstaniu warszawskim. W. Chojna wchodził także w skład trzyosobowej komisji zajmującej się włączaniem „Wachlarza” do Kedywu. Podczas Okupacji kilkakrotnie brawurowo ucieka Niemcom w Warszawie i Krakowie.
W powstaniu warszawskim był m.in. szefem łączności Zgrupowania „Radosław”. Przeszedł przez cały szlak bojowy zgrupowania od Woli, przez Stare Miasto, Czerniaków, Mokotów i Śródmieście. Przechodząc kanałami zachorował na tyfus. 
We wniosku o odznaczenie Orderem Virtuti Militari V kl., podpisanym 30 marca 1946 w Wielkiej Brytanii przez ppłk. Jerzego Uszyckiego, napisano:

1. W nocy z 1 na 2 dzień powstania nawiązuje osobiście łączność Dowództwa Zgrupowania Radosław z Komendą Główną i gen. Borem (Tadeuszem Komorowskim), odciętym w fabryce na Dzikiej [Dzielnej 72], torując drogę przez Niemców....
2. Po zranieniu [24 września 1944] ppłk. Waligóry [Remigiusza Grocholskiego] dowodzi osobiście pododcinkiem w rejonie Skarpy Wiślanej i Królikarni, przykładem pobudza żołnierzy do zaciętego oporu, uniemożliwiając Niemcom wdarcie się w ten odcinek, co przedłuża trwanie oporu na Mokotowie od 24.09 do 28.09 [27.09] 1944.

Na podstawie Notatki z działań powstańczych Zgrupowania „Radosław”::

- 1.08. Pod dowództwem Ppłk Radosława bierze udział w akcji zdobycia autobusu z amunicja na Okopowej 41 o godz. 16.40, tym samym rozpoczynając Powstanie przed godz. W (17.00).
- 3.09. Układa kod porozumiewawczy, który następnie był przekazywany przez łączniczki przy pomocy systemu tarcz sygnalizacyjnych (znaki kodu: 5 kropek, 5 kresek oraz ich kombinacja, w sumie 15-20 słów, znak wywoławczy zataczanie kol dwoma tarczami).
- 5.09. Zostaje dowódcą baonu zapasowego (na Czerniakowie)
- 23.09 Zostaje szefem sztabu Komendanta 5 Rejonu Obwodu Mokotów Okręgu Warszawa
- 24.09 Zostaje dowódcą pododcinka w Obwodzie Mokotów i jako jeden z ostatnich obrońców Mokotowa dostaje się do niewoli 27.09.

Po zakończeniu powstania przebywał w obozach jenieckich Sandbostel i Murnau, a po uwolnieniu z niewoli niemieckiej przez oddziały amerykańskie (29 kwietnia 1945) został w lipcu tego roku, przydzielony do 2 Karpackiego pułku artylerii lekkiej we Włoszech. Następnie został przetransportowany z 2 Korpusem do Wielkiej Brytanii, gdzie przebywał do 1947. Po nieudanych próbach ściągnięcia rodziny do Wielkiej Brytanii podjął decyzję powrotu do kraju, gdy w polskim radiu podano, że zmarł jego teść Andrzej Dzikiewicz, malarz w Inowrocławiu. Został repatriowany z Glasgow do kraju 8 maja 1947.
Trzy miesiące po powrocie do Polski aresztowany przez UB, przewożony wielokrotnie do Warszawy na przesłuchania. Na Rakowieckiej przesłuchiwany m.in. przez Józefa Różańskiego (Goldberga). Żona Maria, mgr filozofii i historii, wykładająca historię w Liceum im. M. Konopnickiej, poddana była ciągłej inwigilacji ze strony kuratorium, ostatecznie zwolniona. Jeszcze w 1945, po powrocie z Krakowa do Inowrocławia (gdzie przebywała podczas okupacji, pracując w kawiarni „Pani” na ul. św. Jana 17) została wyrzucona z willi, do której wprowadził się funkcjonariusz UB, rekwirując całe mienie. Zamieszkała z rodzicami, gdzie także dokwaterowano funkcjonariusza UB z rodziną, który z kolei terroryzował Chojnów i Dzikiewiczów. Wacław Chojna nie mógł nigdzie podjąć stałej pracy. Uniemożliwiono mu studiowanie matematyki na Uniwersytecie w Toruniu. Dzięki pomocy Jana Mazurkiewicza „Radosława” ostatecznie dostał pracę w spółdzielni rzemieślniczej w Inowrocławiu, której został prezesem. Był członkiem ZBoWiD (wówczas wiceprezesem tej organizacji był „Radosław”). W czasie Poznańskiego Czerwca podczas Targów Poznańskich w 1956. uruchomił demonstrującym robotnikom zdobyty przez nich jeden z czołgów. Zmarł 2 grudnia 1976 w Warszawie. Do końca życia był w bliskim kontakcie z Janem Mazurkiewiczem. Pochowany na Powązkach Wojskowych. Jego „pierwszy” grób jest także na Powązkach Wojskowych – spoczywa w nim żołnierz, któremu  może Chojna przekazał dokumenty, a który zginął na Bielanach w 1939 (kwatera A25-1-44).

## Ordery i odznaczenia
- Krzyż Srebrny Orderu Wojskowego Virtuti Militari nr 13145 – 2 października 1944 (lipiec 1944)[15]
- Złoty Krzyż Zasługi z Mieczami – 5 maja 1944[15]
- Krzyż Walecznych – wrzesień 1944[15]
- Warszawski Krzyż Powstańczy – pośmiertnie[15]
- Krzyż Partyzancki[15]
- Medal Wojska[15]
- Krzyż Armii Krajowej nr 4997 – 3 marca 1969[16]
- Pamiątkowa Odznaka 3 Dywizji Strzelców Karpackich nr 24232 – 22 września 1946
- Brytyjski Medal Wojny 1939–1945 – 10 lutego 1947[16]

## Rodzina
Wacław Chojna był żonaty z Marią z Dzikiewiczów, magistrem filozofii historii na Uniwersytecie Mikołaja Kopernika w Toruniu, z którą miał dwie córki. Krystyna Danuta była absolwentką Państwowej Wyższej Szkoły Teatralnej w Krakowie i aktorką. Anna Zofia: lekarz med. okulista, Akademia Med. Poznań.